# Real Aversa 1925
La Puteoli Real Normanna, chiamata Real Normanna è una società calcistica italiana con sede nella città di Aversa, in provincia di Caserta. Milita in Serie D, la quarta divisione del campionato italiano.
Fondata nel 1925 con il nome di Unione Sportiva Aversana, assunse varie denominazioni, fino ad arrivare nel 2024 a quella di Associazione Sportiva Dilettantistica Real Normanna. Ha partecipato a un totale di sette stagioni professionistiche, cogliendo con miglior risultato la propria partecipazione a un campionato di Lega Pro, terzo livello calcistico nazionale. Nel suo palmarès annovera la vittoria di una Coppa Italia Serie D e di uno Scudetto Serie D.
Il colore sociale è il granata. Disputa le gare interne allo stadio Augusto Bisceglia.

## Storia

### La fondazione
La sua nascita si fa risalire al 1925, ma ad Aversa il gioco del calcio ebbe origine nel 1920. Secondo alcune ricostruzioni, fu in quell'anno che, nell'odierna piazza Trieste e Trento (detta del Quartiere per una caserma che ospitava un Reggimento di Cavalleria), si svolsero le prime partite di calcio disputate dai militari come svago nel tempo libero. La squadra dei militari del "Quartiere" polarizzava l'attenzione pubblica e determinò la nascita di un'altra compagine aversana, che sorse nel rione Lemitone, ad opera di Luca Duretto, e prese il nome di Juve Aversa, compagine con la divisa a strisce bianconere. Tra il 1920 e il 1922 le squadre del Quartiere e la Juve Aversa ebbero degli incontri amichevoli, ma la prima gara ufficiale si svolse nel 1923 sul campo neutro di Carinaro alla presenza di un folto pubblico. La gara finì con uno 0-0 che invece di calmare gli animi fu causa di una più aspra rivalità. A riappacificare le due "fazioni" ci pensò un ufficiale responsabile della squadra del Quartiere (di origine piemontese) che propose la fusione fra le due compagini normanne. La proposta fu accolta e nel 1925 nacque l'Unione Sportiva Aversana, squadra composta dal meglio dei giovani militari e civili.
Un articolo ("Lettere aversane") pubblicato sul quotidiano Il Littoriale il 24 novembre 1931, invece, non fa cenno alla fusione del 1925 e data la nascita dell'Aversana al 1919, anno della fondazione della società Unione Sportiva Aversana Forza e Volontà, che nei suoi primi anni ebbe quali principali attività l'atletica e il ciclismo; la società organizzò in particolare la coppa ciclistica biennale dedicata a Luigi Caterino, che vide la partecipazione di elementi extra-regionali. Successivamente la società istituì anche le sezioni di calcio e scherma. La sezione calcio, nei suoi primi anni di attività, prese parte ad alcuni tornei provinciali giovanili indetti dall'ULIC. La società U.S. Aversana (maglia bianco-nera) si affiliò al Comitato Regionale Campano della FIGC nel gennaio 1925. Nella primavera dello stesso anno prese parte al girone B (comprendente squadre della Provincia di Terra di Lavoro) del campionato di Terza Divisione Campana, dove affrontò il Pro Formia e l'Ardisci e Spera, concludendo il torneo al terzo e ultimo posto senza aver racimolato nemmeno un punto. La società fu comunque ammessa d'ufficio al campionato campano di Seconda Divisione 1925-1926 che concluse al quinto posto su sette partecipanti. Nel triennio successivo prese parte ai campionati interregionali organizzati dal Direttorio Divisioni Inferiori Sud (dal 1928 Direttorio Meridionale) tra cui il Campionato Meridionale 1928-1929. Al termine della stagione 1928-1929 la società fu costretta allo scioglimento a causa dell'incomprensione delle autorità locali fasciste. Il campo fu abbandonato e nel giro di un triennio si ridusse in condizioni disastrose.
Nel 1932 la società fu rifondata con la denominazione di Polisportiva Fascista Aversana ma si sciolse già due anni dopo. Un ulteriore tentativo di rifondazione nel 1935 si concluse con un nuovo scioglimento dopo una sola stagione di attività.

### Il secondo dopoguerra
Nel 1949 venne fondata l'Associazione Sportiva Aversana che ripartì dal campionato di Prima Divisione. La squadra, dopo la tragedia di Superga, prenderà la casacca granata, come quella del Grande Torino. La sede era ospitata in un "basso" del complesso dell'Annunziata, fuori Porta Napoli. L'Aversana giocherà dal periodo bellico fino alla soglia degli anni sessanta su un terreno di gioco posto nell'attuale ex Campo Profughi, che fu denominato "Rinascita".
Nel novembre del 1960 fu inaugurato l'attuale campo sportivo "Comunale" che in seguito prese il nome di "Augusto Bisceglia". Pur lottando per raggiungere i campionati professionistici, non riuscì mai a superare la IV serie. In quel periodo militavano diversi giovani aversani quali:Saverio Bottiglieri, Antonio De Simone ed Eduardo Romano. Alcuni anni dopo ci fu il debutto di Cottuno e De Novellis e qualche anno dopo il ritorno di Gaetano Romaniello che fu prelevato dalla Caivanese in cambio di Silvio Cottuno e due milioni all'Aversana, come si chiamava allora. Nel 1967 la FIGC invitò l'Unione Polisportiva Aversana a partecipare al campionato di IV serie per meriti sportivi. L'occasione non fu colta dalle istituzioni e dagli imprenditori locali di quel periodo, cosicché il dibattito che si aprì portò ad un nulla di fatto e l'Aversana rimase a giocare nei campionati dilettantistici.
A cavallo degli anni settanta-ottanta, sotto la presidenza di Cecco Cannavale e Carmine Tascone allenatore, la squadra vince il campionato, approdando alla promozione di allora. Dopo l'abbandono della presidenza da parte di Cannavale, si alternarono altri presidenti, ma non fu certo un periodo molto fortunato.
Agli inizi degli anni novanta, dopo aver cambiato nome in Real Aversa, la squadra granata approdò in Serie D, con al vertice societario imprenditori locali come Massimo Della Volpe, Salvatore De Gaetano ed altri. Si sfiorò la promozione nella serie superiore (indimenticabile fu lo scontro con il Benevento), ma con l'abbandono dei citati dirigenti il calcio aversano subì una crisi che è durata per molti anni.

### Gli anni duemila e l'acquisto di Spezzaferri e Cecere

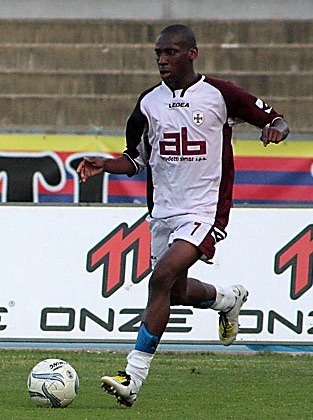
Stephane Coquin nella stagione 2007-2008

Sprofondata nel campionato di Promozione, nel 2003-2004 si classifica seconda ma riesce ugualmente ad essere promossa in Eccellenza grazie alla penalizzazione del Gricignano in seguito ad un illecito sportivo.
Con l'acquisto della società da parte di Giovanni Spezzaferri ed Alfonso Cecere, il Real Aversa cerca di approdare in Serie D. Ci riesce nel 2005 in seguito alla fusione dei titoli sportivi di Acerrana e Cancello Scalo acquistati per lo scopo, denominando la nuova società San Felice A.C. Normanna e guadagnando in questo modo l'accesso nella principale serie dilettantistica (categoria dove militava l'Acerrana). Di contro, il titolo sportivo del Real Aversa, militante ancora in Eccellenza, viene ceduto alla nuova società della città di Caserta (prima con il nome di Rinascita Falchi Rossoblù con sede ufficiale ancora ad Aversa, poi con il trasferimento del titolo sportivo alla città capoluogo della provincia, assume il nome di Caserta Calcio) rimasta nel frattempo senza calcio in seguito al fallimento della Casertana Football Club.
Nella stagione sportiva 2006-2007 l'Aversa Normanna allenata da Luigi Boccolini, sfiora nuovamente la promozione in Serie C2, piazzandosi al secondo posto ad un solo punto dal Noicattaro ed è eliminata ai playoff per concorrere al ripescaggio in Serie C2. In compenso il 18 aprile 2007, la squadra conquista per la prima volta nella sua storia la Coppa Italia di D, sconfiggendo l'Associazione Calcio Rodengo Saiano per 1-0 sia ad Aversa che in casa degli avversari.

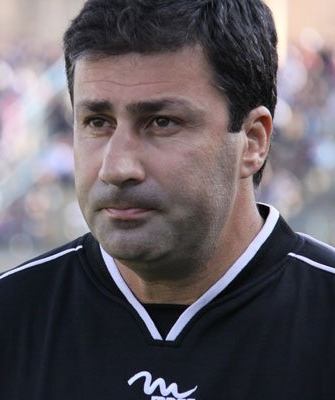
Raffaele Sergio nella stagione 2008-2009

Il campionato 2007-2008 non comincia nel migliore dei modi, la Normanna, dopo una serie di risultati altalenanti esonera dall'incarico l'allenatore Luigi Boccolini, chiamando alla guida della squadra Raffaele Sergio. La nuova guida tecnica da il giusto slancio alla rosa, bastano poche partite per conquistare la vetta della classifica e mantenerla fino alla fine della stagione. Il giorno 4 maggio 2008, il San Felice Normanna conquista ufficialmente la promozione in Serie C2, la prima per la città di Aversa, dopo una appassionante finale con il Barletta, distanziato di 1 punto, con un perentorio 2-4 in casa del Bitonto. Il giorno 9 giugno 2008. La San Felice Normanna conquista lo scudetto della Serie D battendo la Fortitudo Cosenza 3 ad 1 nella Finale della Poule Scudetto a Tolentino nelle Marche.

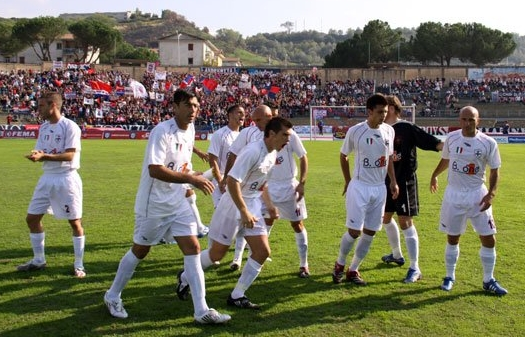
Giocatori dell'Aversa Normanna 2008-2009. Sulle maglie, la toppa dello scudetto vinto nella stagione precedente

La società è tornata a chiamarsi S.F. Aversa Normanna, e la squadra viene completamente rivoluzionata: nuovo allenatore, tanti nuovi calciatori, tante ambizioni. Si presenta il problema dello stadio perché non a norma, ma grazie ad una proroga concessa dalla Lega Calcio la società non è costretta a traslocare a Caserta. Il campionato è durissimo, la squadra arranca ed è quasi sempre in posizioni medio basse, sull'orlo della zona retrocessione. La dirigenza richiama l'ex allenatore Raffaele Sergio, questi a sua volta richiama alcuni suoi ex calciatori, e la squadra ne trae benefici tanto da tenere l'ultima posizione utile per non retrocedere, ed in un finale al cardiopalma, con 5 vittorie consecutive nelle ultime 5 partite si salva, piazzandosi al 9º posto finale.
Con l'Aversa Normanna salva, i dirigenti pensano di lasciare per via di altri imprenditori e del Comune. I tifosi si mobilitano anche perché da Caserta, rimasta nei dilettanti, arrivano proposte pubbliche e private a che il titolo calcistico passi a loro. Fortunatamente, anche con l'interessamento concreto del Comune, Spezzaferri e Cecere ci ripensano, ed organizzano la nuova avventura in Lega Pro Seconda Divisione. Ad ottobre 2009 lo stadio cambia nome, ed è intitolato ad Augusto Bisceglia.
La squadra viene ringiovanita con l'intento di valorizzazione dei calciatori, la dirigenza si dà un assetto manageriale, vengono presi contatti e collaborazioni con società calcistiche di Serie superiori, lo stadio viene messo a norma, e viene costruita anche la "Curva Nord" per accogliere gli ultras cittadini. Nelle prime dieci giornate la Normanna realizza 8 punti frutto di 6 pareggi, 3 sconfitte e 1 vittoria. Arriva a totalizzare prima della pausa invernale 18 punti su 17 partite. L'allenatore Raffaele Sergio viene esonerato il 24 gennaio, dopo la sconfitta contro il Gela per 1-0. L'esonero avviene soprattutto per divergenze con il presidente. Al suo posto viene chiamato Juary e viene affiancato come allenatore in seconda da Antonio Foglia Manzillo. Con Juary in panchina la Normanna riesce a totalizzare 16 punti in 12 partite riuscendo a salvarsi solo all'ultima giornata, avvenuta il 2 maggio, in trasferta sul campo della Vibonese, terminando il campionato all'11º posto.
La Normanna si presentata ai nastri di partenza del campionato con il nuovo tecnico Giuseppe Ferazzoli proveniente dal settore giovanile dell'Ascoli. Il nuovo tecnico riesce a conquistare 23 punti in 15 partite fino a dicembre prima della pausa. A gennaio, dopo una prima parte di stagione al di sopra delle aspettative, la società ha rideterminato l'obiettivo iniziale, puntando a raggiungere i play-off. Pertanto è ritornata sul mercato ingaggiando due attaccanti importanti per questa categoria: Umberto Varriale e Sergio Ercolano. Ercolano si infortuna verso la fine del campionato e non ha potuto dare il suo contributo nel finale di stagione. La Normanna mantiene un buon ritmo fino alla terzultima giornata con la vittoria per 2-0 contro il Matera in trasferta. Le ultime due giornate vedono la Normanna perdere il treno play-off causato da un pareggio casalingo contro l'Avellino e una sconfitta per 3-0 contro il già promosso Latina. Alla fine l'Aversa Normanna esce fuori dai play-off piazzandosi al 6º posto a soli quattro punti dalla quinta, il Neapolis Mugnano. Nonostante l'ottimo campionato, il tecnico Ferazzoli non viene confermato per la stagione successiva.
Per il dopo Ferazzoli, la società granata affida la panchina a Nicola Romaniello, ex giocatore della compagine granata già nello staff normanno per il settore giovanile. Il campionato inizia con il successo alla prima giornata contro il blasonato Perugia. Poi per il resto della girone ci sono alti e bassi. L'Aversa Normanna all'11º posto con 47 punti dietro a Fano, Arzanese, L'Aquila e Gavorrano.
Conclusasi la stagione, l'Aversa Normanna si iscrive senza problemi al prossimo campionato guardando al futuro dove la dirigenza invita la collaborazione di tutti e nominando presidente onorario il sindaco della cittadina, l'on. Giuseppe Sagliocco. Sempre più costante la collaborazione con il pallone d'oro Fabio Cannavaro. Non solo future collaborazioni, ma anche cambiamenti vengono attuati allo staff dirigenziale dove in primis si sono separate le strade tra la Normanna e il D.G. Pannone a causa di motivi burocratici dove al suo posto viene scelto Giovanni Pasquariello, ex direttore del Real Marcianise. Con l'arrivo di Pasquariello, dicono addio due pilastri fondamentali, Mattera e Zolfo ma vengono confermati Raffaele Gragnaniello, Castaldo e Marano. Si guarda anche al mercato di entrata dove arriva il bomber Iovene e in ultimo il centrocampista Raffaele De Martino, ex Roma ed Udinese.
Il 20 luglio 2012 alle ore 15, parte la nuova campagna abbonamenti intitolata Viviamola Insieme e il restyling del sito ufficiale. Il giorno successivo, vengono ufficializzati tre nuovi acquisti: il difensore centrale Dario Bova e i centrocampisti Alessandro Visone e Luigi Viola.
L'11 dicembre si dimette da allenatore della prima squadra Nicola Romaniello e nella stessa giornata, la società richiama in panchina Raffaele Sergio il quale avrà il compito di risollevare le sorti della squadra. La squadra retrocede matematicamente dopo la sconfitta interna col Poggibonsi, con cinque giornate d'anticipo.

### La retrocessione e la vendita di Spezzaferri
Dopo la retrocessione, la dirigenza normanna getta le basi per ripartire alla grande con uno sguardo al possibile ripescaggio in Lega Pro. Vengono presentati in diretta streaming Franco Fabiano e Gigi Molino, rispettivamente allenatore e direttore sportivo. Il primo, ex tecnico della Turris mentre il secondo direttore al Campobasso Calcio.

Le possibilità di ripescaggio si fanno sempre più remote dopo che le banche erano incerte nell'accettare le garanzie del team granata ma il 26 luglio 2013 arriva la notizia che le banche hanno dato il parere favorevole per la fidejussione. Intanto sul piano tecnico si lavora per allestire una buona squadra. Infatti arrivano Saurino, Porcaro, Di Vicino, De Luca..
Il 5 agosto 2013, la FIGC e Lega Italiana Professionistici confermano il ripescaggio della squadra aversana in Lega Pro. Vengono definiti il girone di campionato e della fase eliminatoria della Coppa Italia.
Il ds Molino mette a segno un altro colpo di mercato: arriva in maglia granata l'attaccante argentino Vicentin, nell'ultima stagione al Savoia Calcio. Nel contempo la società granata comunica di aver risolto ogni tipo di accordo con l'attaccante Fabio De Luca, che ha lasciato il ritiro.
Conclude il suo campionato in undicesima posizione guadagnandosi un posto nei play-out. In seguito alla sconfitta con il Tuttocuoio, i campani retrocedono in Serie D dopo sei anni di militanza in Lega Pro Seconda Divisione ma vengono successivamente ripescati ed ammessi nella nuova Lega Pro unica a completamento organici.
Nella stagione successiva nel campionato di Lega Pro 2014-2015, dopo una stagione piena di insidie, riesce a raggiungere i play-out, incontrando l'Ischia Isolaverde. La gara di andata finì 4-1 per gli Isolani, mentre al ritorno 3-1 per i Normanni, sfiorando l'impresa salvezza per un solo gol di scarto.
Nel campionato di Serie D 2015-2016 l'Aversa Normanna via inserita nel girone I, dove disputa un buon campionato arrivando sesta.
Nel campionato di Serie D 2016-2017 il club granata viene inserito nuovamente nel girone I, dal quale si salva arrivando dodicesima.
L'annata seguente è piuttosto complicata per l'Aversa che si trova a dover affrontare il girone H. Il piazzamento finale è il sedicesimo posto che vedrà i campani affrontare la Turris, dalla quale i normanni verranno sconfitti e costretti a tornare in Eccellenza.

### La nuova proprietà di Pellegrino
L’ormai ex presidente Spezzaferri non iscrive la squadra al campionato di Promozione Campania 2019-2020, ma con l'imprenditore Guglielmo Pellegrino, il calcio ad Aversa non scompare, avendo rilevato l'A.S.D. D.S.S. Casale di Casal di Principe e rinominandola in Real Agro Aversa. Viene allestita una squadra per risalire subito in Eccellenza; e questo avviene; infatti il campionato si concluse con 0 sconfitte e 13 punti in più rispetto alla Maddalonese. Il 20 maggio 2020, il campionato, come tutti dalla Serie D alla Terza Categoria viene sospeso a sei giornate dalla conclusione a causa del Coronavirus. Nell’ultima settimana di giugno, viene annunciato l'acquisto del titolo di Serie D del Tre Pini Matese, società di Piedimonte Matese, il quale è stato ripescato in quarta serie dopo essere arrivato 2º nel campionato di Eccellenza Molise 2019-2020. Nella stagione 2020-2021 la squadra si trova costantemente nelle parti basse della classifica ma con una serie di risultati positivi nelle ultime giornate (2-1 in casa con la Puteolana e 3-3 fuori casa con il Sorrento) riesce ad arrivare alla salvezza diretta nell’ostico girone H.
Al termine della stagione 2022-2023 retrocede in Eccellenza ai playout. Il titolo viene poi acquistato da Emanuele Filiberto di Savoia.

### Il periodo buio
Pellegrino vende la società ad Emanuele Filiberto di Savoia, il quale decide di partecipare al campionato di Eccellenza per poi ritirare la squadra nel mese di Febbraio.

### La rinascita del calcio aversano con Del Villano e Diana

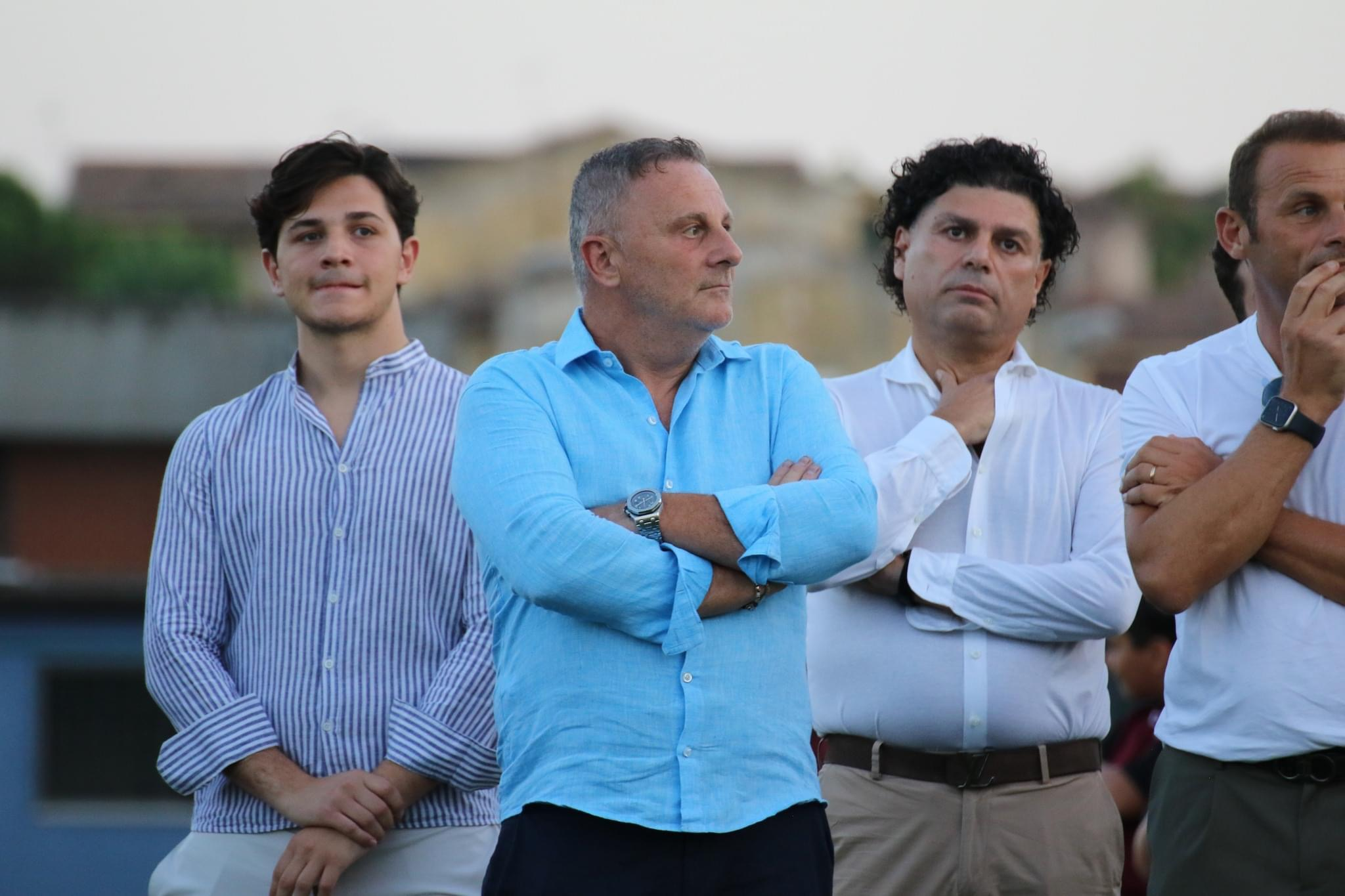
Presidente Vincenzo Del Villano, presidente onorario Domenico Diana, Giuseppe Del Villano e Marco Ciardulli

Dopo il fallimento della presidenza di Emanuele Filiberto di Savoia, il calcio ad Aversa ritrova slancio grazie all'acquisizione del titolo sportivo da parte dell’architetto Vincenzo Del Villano, proprietario dell’azienda Marzia Carburanti. Con il supporto dei figli Luigi e Giuseppe e del direttore generale Giovanni Buonamano, Del Villano avvia un ambizioso progetto per riportare la Real Normanna tra le squadre più competitive. Al progetto aderisce anche l’importante imprenditore campano Domenico Diana. Il team dirigenziale include inoltre Gaetano Mennillo, Umberto Pagano, Marco Ciardulli, Renato Ciardulli e Giovanni Miniero. La Real Normanna prenderà quindi parte al campionato di Eccellenza Campana 2024/2025, con l’obiettivo di rilanciare il calcio locale. Partecipa quindi al campionato di eccellenza campana 2024/2025. Con la vittoria per 2-0 contro la Polisportiva Modica Calcio, la Real Normanna centra la promozione in Serie D valida per la stagione 2025/2026.

## Colori e simboli

### Colori
Al momento della fondazione, nel 1925, fu adottata una maglia di colore bianco e nero con strisce verticali. Dal 1949, dopo la tragedia di Superga, fu adottata una maglia di colore granata, in onore del Grande Torino. Tra il 1970 e il 1974 venne utilizzata una maglia di colore rosso e nero a strisce verticali.

### Simboli ufficiali

#### Stemma
Agli inizi degli anni novanta, lo stemma era un gallo con il corpo a forma di pallone da calcio e con al posto delle zampe due scarpette da calcio, con la coda di color granata e nero.
Nella stagione 2004-2005 viene adottato come simbolo lo stemma della città di Aversa, campeggiato dalla scritta Real Aversa, inglobati in uno scudo granata.
Nella stagione 2005-2006 è stato adottato un nuovo stemma, costituito da uno scudo con al centro una croce normanna, con al suo interno il gallo basilisco presente anche nell'araldo comunale di Aversa. Al di sopra della croce campeggia la scritta A.S.D. Aversa Normanna, che poi verrà modificata in S.F. Aversa Normanna dopo la conquista della Lega Pro nella stagione 2008-2009, e al di sotto della stessa croce vi è la dicitura NON DECIPIT SOMNUS che vuol dire, il sonno non inganna.
Nella stagione 2024-2025 viene adottato un nuovo stemma con il gallo basilisco e la denominazione "Puteoli Real Normanna".

#### Inno
L'inno dell'Aversa si intitola Forza Normanna!

## Strutture

### Stadio
Le prime partite dell'Aversana si svolgevano nell'odierna piazza Trieste e Trento.
A partire dagli anni che vedono l'inizio della seconda guerra mondiale sino agli inizi degli anni sessanta gioca su un terreno di gioco posto nell'attuale parco cittadino Salvino Arturo Pozzi. Nel novembre del 1960 fu inaugurato lo stadio comunale, che nel corso degli anni cambierà varie volte denominazione, dapprima in comunale, poi Rinascita ed infine a partire dal 15 ottobre 2009 viene intitolato all'ex sindaco di Aversa degli anni ottanta Augusto Bisceglia.

## Società

### Sponsor
- 2003-2007 Zeus Sport
- 2007-2008 Legea
- 2008-2011 Mass
- 2011-2014 Givova
- 2014-2015 Legea
- 2015-2024 Givova
- 2024- Magma

### Impegno nel sociale
La società ha devoluto parte o per intero, l'incasso di alcune partite per beneficenza, come ad esempio l'aiuto alla fondazione Giorgio Lubrano, che ha come scopo l'allestimento di un centro trasfusionale presso l'ospedale Moscati di Aversa. Attraverso la partecipazione dei propri tesserati, il club granata ha patrocinato iniziative a sostegno della crescita sociale del territorio di appartenenza con eventi musicali e di raccolta fondi. Il club normanno si è inoltre impegnato con diverse iniziative a sostegno delle vittime del terremoto dell'Aquila del 2009, devolvendo gli incassi delle partite alla ricostruzione della città.

### Settore giovanile
Il settore giovanile condivide il campo di allenamento dello stadio di Aversa con la prima squadra. Per gli incontri delle formazioni giovanili è utilizzato l'impianto di Lusciano, in erba sintetica. L'organico delle giovanili granata comprende tre settori: Berretti, Allievi Nazionali e Giovanissimi Nazionali.

## Allenatori e presidenti
- 1925-1933 ...
- 1933-1934  Luigi De Manes
- 1934-1957 ...
- 1957-1958  Antonio Schwick
- 1958-1969 ...
- 1969-1970  Carmine Tascone
- 1970-1971 ...
- 1971-1972  Carmine Tascone
- 1972-1978 ...
- 1978-1979  Gaetano Romaniello
- 1979-1980 ...
- 1980-1981  Gennaro Rossi
- 1981-1983 ...
- 1983-1986  Ciro Lubrano
- 1986-1990 ...
- 1990-1993  Franco Pancheri
- 1993-2002 ...
- 2002-2003  Vincenzo Granata
- 2003-2004  Gaetano Di Liddo
- 2004-2005  Michele Schettino (1ª-?ª)
 Vincenzo Troiano (?ª-?ª)
 Giuseppe De Michele (?ª-30ª)
- 2005-2006  Raffaele Di Pasquale (1ª-?ª)
 Vincenzo Ruocco (?ª-34ª)
- 2006-2007  Vincenzo Ruocco (1ª-?ª)
 Luigi Boccolini (?ª-34ª e play-off)
- 2007-2008  Luigi Boccolini (1ª-?ª)
 Raffaele Sergio (?ª-34ª)
- 2008-2009  Renato Cioffi (1ª-6ª)
 Raffaele Sergio (7ª-34ª)
- 2009-2010  Raffaele Sergio (1ª-21ª)
 Juary (22ª-34ª)
- 2010-2011  Giuseppe Ferazzoli
- 2011-2012  Nicola Romaniello
- 2012-2013  Raffaele Sergio (1ª-2ª)
 Nicola Romaniello (3ª-15ª)
 Raffaele Sergio (16ª-19ª)
 Nicola Romaniello (20ª-22ª)
 Roberto Chiancone (23ª-25ª)
 Raffaele Sergio (26ª-34ª)
- 2013-2014  Francesco Fabiano (1ª-2ª)
 Nello Di Costanzo (3ª-26ª)
 Nicola Provenza (27ª-34ª e play-out)
- 2014-2015  Raffaele Novelli (1ª-9ª)
 Salvatore Marra (10ª-38ª e play-out)
- 2015-2017  Mauro Chianese
- 2017-2018  Alessandro Caruso (1ª-6ª)
 Antonio Marasco (7ª-32ª)
 Mauro Agovino (33ª-34ª e play-out)
- 2018-2019  Mauro Agovino (1ª-?ª)
 Leonardo Volturno (?ª-?ª)
 Stefano Dell'Aversana (?ª-30ª)
- 2019-2020  Giovanni Sannazzaro
- 2020-2021  Antonio De Stefano
- 2021-2022  Giovanni Sannazzaro
- 2022-2023  Massimo Carnevale (1ª-8ª)
 Antonio Maschio (9ª-20ª)
 ? Leone (21ª)
 Rosario Campana (22ª-34ª e play-out)
- 2023-2024  Nicola Romaniello (1ª-3ª)
 Cristian Ferrara (4ª-?ª)
- 2024-2025  Luigi Sanchez

- 1925-1969 ...
- 1969-1970  Francesco Cannavale
- 1970-1980 ...
- 1980-1981  Francesco Serra (comm. straor.)
- 1981-1985 ...
- 1985-1986  Palmieri
- 1986-2004 ...
- 2004-2019  Giovanni Spezzaferri
- 2019-2023  Guglielmo Pellegrino
- 2023-2024   Emanuele Filiberto di Savoia
- 2024-oggi  Vincenzo Del Villano

## Palmarès

### Competizioni nazionali
- Scudetto Serie D: 1

2007-2008
- Coppa Italia Serie D: 1

2006-2007

### Competizioni interregionali
- Serie D: 1

2007-2008

### Competizioni regionali
- Prima Divisione: 1

1951-1952 (girone C)
- Promozione: 3

1987-1988 (girone A), 2003-2004 (girone A), 2019-2020 (girone A)
- Prima Categoria: 3

1977-1978, 1980-1981, 1983-1984
- Seconda Categoria: 2

1965-1966, 1969-1970 (girone A)
- Terza Categoria: 1

1964-1965

### Competizioni giovanili
- Coppa Campania: 1

2006-2007

## Statistiche e record

### Partecipazione ai campionati
Campionati nazionali
| Livello | Categoria                       | Partecipazioni | Debutto   | Ultima stagione | Totale |
| ------- | ------------------------------- | -------------- | --------- | --------------- | ------ |
| 3º      | Lega Pro                        | 1              | 2014-2015 | 2014-2015       | 1      |
| 4º      | Lega Pro Seconda Divisione      | 6              | 2008-2009 | 2013-2014       | 10     |
| 4º      | Serie D                         | 5              | 2015-2016 | 2021-2022       | 10     |
| 5º      | Campionato Interregionale       | 4              | 1988-1989 | 1991-1992       | 8      |
| 5º      | Campionato Nazionale Dilettanti | 1              | 1992-1993 | 1992-1993       | 8      |
| 5º      | Serie D                         | 3              | 2005-2006 | 2007-2008       | 8      |

Campionati regionali
| Livello | Categoria                      | Partecipazioni | Debutto   | Ultima stagione | Totale |
| ------- | ------------------------------ | -------------- | --------- | --------------- | ------ |
| I       | Eccellenza Campania            | 3              | 2018-2019 | 2024-2025       | 13     |
| I       | Promozione Campania-Molise     | 10             | 1952-1953 | 1974-1975       | 13     |
| II      | Prima Categoria Campania       | 6              | 1959-1960 | 1966-1967       | 11     |
| II      | Campionato Dilettanti Campania | 2              | 1957-1958 | 1958-1959       | 11     |
| II      | Prima Divisione Campania       | 3              | 1949-1950 | 1951-1952       | 11     |

### Partecipazioni alle coppe
| Competizione          | Partecipazioni | Debutto   | Ultima stagione | Totale |
| --------------------- | -------------- | --------- | --------------- | ------ |
| Coppa Italia Lega Pro | 7              | 2008-2009 | 2014-2015       | 7      |
| Coppa Italia Serie D  | 7              | 2005-2006 | 2021-2022       | 7      |
| Poule Scudetto        | 1              | 2007-2008 | 2007-2008       | 1      |

### Statistiche individuali
Di seguito i record presenze e marcature dei giocatori dell'Aversa Normanna nei campionati professionistici.
| Record di presenze - 202 Rosario Di Girolamo - 101 Francesco Zolfo - 86 Francesco Campanella - 85 Mariano Arini - 75 Gaetano Grieco | Record di reti - 22 Gaetano Grieco - 20 Massimo Perna - 13 Mariano Arini - 12 Luca Orlando - 10 Alessandro De Vena |

## Tifoseria

### Storia
Negli anni 1980 nacquero i primi gruppi organizzati ad Aversa, come gli Ultrà Granata, i Red Devils, i Fedayn (1984), i Fedelissimi Via Roma e gli Eagles. Durante gli anni 1990 il gruppo più importante prendeva il nome di Impero Normanno. Negli anni 2000 la tifoseria organizzata era inizialmente costituita dai gruppi Brigata Savignano (2001, il più numeroso), Brigate Palazzine e Bronx Aversa (2001).
A questi nel 2008 si aggiunsero Nucleo Sconvolto (fondato a gennaio) e Gruppo Normanno. Altre fazioni minori sorte negli anni successivi furono Ultras Aversa, Supporters Aversa, Vecchia Guardia e Bulldog’s Granata (2014). A partire dall’estate 2015 gli unici ultras rimasti attivi sono quelli del Nucleo Sconvolto, che diventano quindi l’elemento trainante della Curva Nord Aversa e che stazionano nella curva nord dello stadio. Attualmente, segue anche un nuovo gruppo che prende il nome G.S. (Gruppo Scomposto fondato nel 2022).

### Gemellaggi e rivalità
La tifoseria aversana non presenta gemellaggi ufficiali ma annovera due importanti amicizie con le tifoserie di Giugliano e Gela, quest'ultimo siglato nella stagione 2016-2017. Altri buoni rapporti si hanno con i tifosi dell'Ercolanese e Brindisi (quest'ultima nata dal 2006 dalla comune avversione nei confronti della tifoseria barlettana).
Esiste un buon rapporto di reciproco rispetto con la curva della Salernitana a partire dal 2014, quando nel derby del 14 settembre i tifosi aversani omaggiarono il Siberiano, storico capo ultrà della Salernitana prematuramente scomparso. Il clima disteso sugli spalti e gli applausi della Curva Sud dell'Arechi ai tifosi Aversani trasformarono quella giornata in una festa granata, superando i dissapori che l'anno precedente avevano causato schermaglie. Tra le due tifoserie si registrano anche diverse amicizie personali.
La più storica ed antica rivalità dei tifosi normanni è quella con l'Albanova, con cui si disputa il derby dell'Agro Aversano; tale rivalità era dovuta a motivi campanilistici. Negli anni novanta tali sfide erano caratterizzate da alta tensione, in seguito le due compagini non hanno avuto più modo di incontrarsi.
Un'altra rivalità fortemente sentita dai tifosi granata è quella con i supporters del Barletta, nata in Serie D durante il campionato di 2007-2008, conclusosi con la vittoria dei Normanni e il secondo posto dei Barlettani stessi (poi ripescati) per un solo punto di distacco. Sentiti anche i derby regionali con Acerrana (forte rivalità sorta nel 2005 in seguito al trasferimento del titolo acerrano ad Aversa decretando la fine temporanea del calcio nella città di Pulcinella), Ischia Isolaverde (la tifoseria ischitana è stata a lungo gemellata con quella acerrana) e Frattese (recente rivalità nata il 28 ottobre 2015, quando nella gara di Coppa Italia Serie D a Frattamaggiore i tifosi aversani ricevettero una brutta accoglienza dai tifosi nerostellati, anche se è stata la prima volta in cui le due tifoserie si sono incontrate. Tensioni si sono verificate anche nella gara di ritorno ad Aversa). Minor peso hanno invece le inimicizie con i tifosi di Bitonto, Fidelis Andria (gemellati con quelli di Barletta), Noicattaro (a partire dal 2005-2006) e i corregionali del Pomigliano (dal 28 ottobre 2007) e del Bacoli Sibilla (gemellati con i tifosi dell'Albanova, storici rivali dei Normanni). Infine, di poco conto e oramai sopita la rivalità con ultras del Gricignano, risalente al campionato di Promozione 2003-2004 in cui le due squadre si contesero fino all'ultimo il primato.
La sfida più importante per i tifosi Normanni è il derby con la Casertana. Negli anni novanta con la tifoseria rossoblù intercorrevano buoni rapporti. Va ricordato che i Casertani, con le loro pezze a sostegno, affiancarono gli Aversani nella sfida tra Real Aversa e Benevento in Serie D, risalente alla stagione 1990-1991. Gli Aversani ricambiarono la visita in un Casertana-Palermo nella stagione 1991-1992, anno della Serie B dei rossoblù, esponendo le loro pezze nella Curva Sud dello stadio Alberto Pinto di Caserta. In seguito al fallimento di entrambi i club e col ricambio generazionale nelle due curve, c'è stato un progressivo allontanamento tra le tifoserie che non si sono più incontrate fino alla stagione 2013-2014 in Lega Pro.